# فيليب بوهلر
فيليب بوهلر (11 سبتمبر 1899 - 19 مايو 1945) موظفًا بارزًا في الحزب النازي الألماني وكان الرايخ سليتر (الزعيم الوطني) ورئيسًا لمستشارية هتلر. كان أيضًا مسؤول شوتزشتافل مسؤولاً عن برنامج القتل الرحيم أكتيون تي4 الذي قتل أكثر من 250000 من البالغين والأطفال المعاقين في ألمانيا النازية، بالإضافة إلى البادئ المشارك لـأكتيون 14أف13، والذي يُطلق عليه أيضًا «زوندربيهاندلونج» («معاملة خاصة»)، والذي قتل 15000 - 20000 سجين في معسكرات الاعتقال.
اعتقل بوهلر في 10 مايو 1945 من قبل القوات الأمريكية. انتحر في 19 مايو 1945 أثناء وجوده في معسكر الاعتقال الأمريكي في زيلامسي في النمسا. 

## حياته
ولد بوهلر في ميونيخ، إلى كولونيل متقاعد، وقضى خمس سنوات في الفيلق الملكي البافاري. شارك في الحرب العالمية الأولى وأصيب بجروح بالغة. من عام 1919 إلى 1920، درس الفلسفة  لمدة أربعة فصول دراسية وأصبح في عام 1921 مساهمًا في دار النشر التي نشرت صحيفة الحزب النازي فولكشر بيوباختر.

## موظف نازي

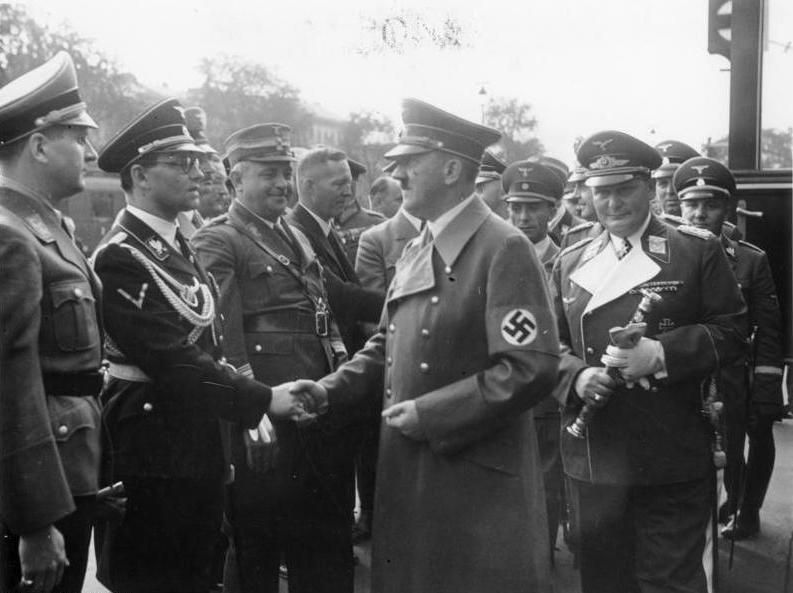
بوهلر مع أدولف هتلر، بالدور فون شيراك، جوزيف جوبلز وهيرمان جورينج؛ ميونيخ، أكتوبر 1938

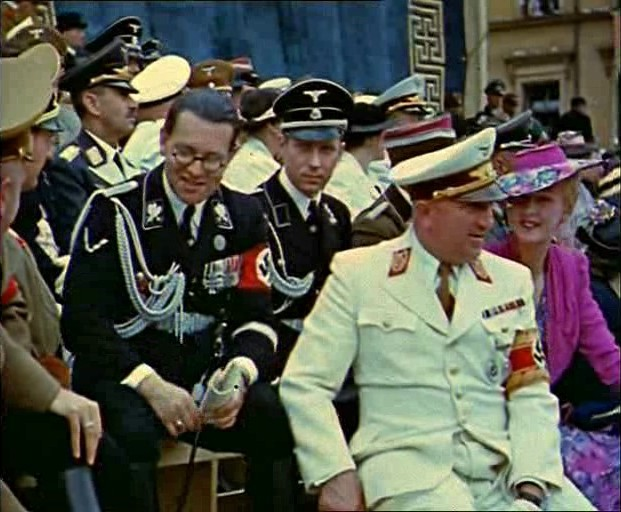
(من اليسار) بوهلر، كارل فريهر ميشيل فون توسلينج، روبرت لي مع زوجته إنجي؛ ميونيخ، يوليو 1939

انضم إلى الحزب النازي (NSDAP) في يوليو 1922 برقم عضوية 12. وبحلول خريف 1922 أصبح نائب مدير الحزب النازي.  بعد فشل انقلاب بير هول في ميونيخ وإعادة تأسيس الحزب لاحقًا في عام 1925، أصبح سكرتير الرايخ للحزب النازي. بعد الاستيلاء على السلطة في عام 1933، أصبح زعيمًا للرايخ وعضوًا في الرايخستاغ في ويستفاليا. انضم إلى قوات الأمن الخاصة في رتبة جروبنفهر في 20 أبريل 1933 برقم عضوية: 54,932.  في 30 يناير 1936، تمت ترقية بوهلر إلى رتبة أوبر غروبن فوهرر. 
في أغسطس 1934، أصبح بوهلر رئيسًا لشرطة ميونيخ، وبعد شهر واحد فقط، تم تعيينه رئيسًا لمستشار أدولف هتلر، وهو منصب تم إنشاؤه خصيصًا في 17 نوفمبر 1934 تم تخصيصه أولاً وقبل كل شيء لأعمال الحفلات. شغل هذا المنصب حتى 23 أبريل 1945.  في هذه الوظيفة، على سبيل المثال، قد يتم إعداد المراسيم السرية، أو إدارة الأعمال الداخلية، قبل عرضها على أدولف هتلر. علاوة على ذلك، كان بوهلر رئيسًا لـ «لجنة التفتيش الرسمية للحزب لحماية الأدب الاشتراكي الوطني» (Der Chef der Kanzlei des Führers und Vorsitzender der Parteiamtlichen Prüfungskommission zum Schutze des NS-Schrifttums)، التي حددت ما هي الكتابات وما لم تكن مناسبة لها المجتمع النازي. 
كان مكتب بوهلر مسؤولًا عن جميع المراسلات الخاصة بهتلر، والتي تضمنت اتصالات خاصة وداخلية بالإضافة إلى الرد على الاستفسارات العامة (على سبيل المثال، طلبات المساعدة المادية، الوظائف، العفو العام، أعمال الحزب النازي وامنيات عيد الميلاد). كان مساعده الشخصي إس إس- قائد وحدة الاعتداء كارل فرايهر ميشيل فون توسلينج. بحلول عام 1944، تم امتصاص الكثير من وظائف Kanzlei des Führers من قبل مستشارية الحزب (Parteikanzlei) تحت مارتن بورمان.

## جوائز وديكورات الحزب النازي
- الصليب الحديدي من الدرجة الثانية (Eisernes Kreuz 2. Klasse) 1914 [4]
- شارة الجرح (الحرب العالمية الأولى) باللون الأسود [4]
- وسام الدم [4]
- ليب الاستحقاق الحربي من الدرجة الثانية والأولى [4]
- تكريم شيفرون للحرس القديم [4]

### اقتباسات
1. 1 2  Brockhaus Enzyklopädie | Philipp Bouhler (بالألمانية), OL:19088695W, QID:Q237227
2. ↑   https://doi.org/10.4324/9781315013114. {{استشهاد ويب}}: |url= بحاجة لعنوان (مساعدة) والوسيط |title= غير موجود أو فارغ (من ويكي بيانات) (مساعدة)
3. ↑   https://hdl.handle.net/21.12123/460. اطلع عليه بتاريخ 2023-05-16. {{استشهاد ويب}}: |url= بحاجة لعنوان (مساعدة) والوسيط |title= غير موجود أو فارغ (من ويكي بيانات) (مساعدة)
4. 1 2 3 4 5 6 7 8  Miller 2006.
5. 1 2  Short biography of Bouhler, photo of letter from Hitler, ordering him to begin a "euthanasia" program Retrieved May 17, 2010 باللغة الألمانية نسخة محفوظة 13 أبريل 2020 على موقع واي باك مشين.
6. ↑  Miller 2006، صفحة 155.
7. ↑  Miller 2006، صفحة 156.
8. ↑  Ailsby, Christopher (1997). SS: Roll of Infamy, p. 19

### قائمة المراجع
- Miller، Michael (2006). Leaders of the SS and German Police, Vol. 1. San Jose, CA: R. James Bender. ISBN:978-93-297-0037-2.  Miller، Michael (2006). Leaders of the SS and German Police, Vol. 1. San Jose, CA: R. James Bender. ISBN:978-93-297-0037-2.  Miller، Michael (2006). Leaders of the SS and German Police, Vol. 1. San Jose, CA: R. James Bender. ISBN:978-93-297-0037-2.

## روابط خارجية
- فيليب بوهلر على موقع الموسوعة البريطانية (الإنجليزية)
- فيليب بوهلر على موقع مونزينجر (الألمانية)